# 權力風暴
《權力風暴》（英語：Lions for Lambs）是一部2007年拍攝的美國戰爭劇情片，由勞勃·瑞福執導。
同时也是安德鲁 加菲尔德演的第一部电影

## 劇情
一場陣容豪華的政治秀。
西海岸大學的兩個熱血青年Arian（德里克·盧克 Derek Luke 飾）和Ernest（邁克爾·佩納 Michael Peña 飾），受他們理想主義導師Dr. Stephen Malley（羅拔·烈福Robert Redford 飾）的精神鼓舞，決定去做一些積極追求生活理想的事情，奔赴阿富汗參加了反恐戰爭，但這兩位青年絕對沒有想到，所謂的戰爭，無關人類和平、國家大義，只是讓自己在戰場上活下去而已，與他們命運緊密相連的另一端，美國國內情況迥然不。在加利福尼亞，苦惱的Dr. Stephen Malley試圖以Arian和Ernest參戰的事情為例，說服自己的學生Todd（安德魯·加菲爾德 Andrew Garfield 飾）不要放棄政治學習，但Todd全然反感Dr. Stephen Malley的激進想法。而在千里之外的華盛頓，總統候選人、參議員Senator Jasper Irving（湯姆·克魯斯 Tom Cruise 飾）發現自己正捲入一場政治密謀，他準備向電視台記者Janine Roth（梅麗爾·斯特裡普 Meryl Streep 飾）透露有關阿富汗戰爭的驚人內幕，此番舉動很可能直接影響到正在前線作戰的Arian和Ernest的命運。

## 演員表
- 勞勃·瑞福飾演Stephen Malley教授
- 梅麗·史翠普飾演Janine Roth
- 湯姆·克魯斯飾演Jasper Irving參議員
- 麥可·潘納飾演Ernest Rodriguez
- 安德魯·加菲爾德飾演Todd Hayes
- 德瑞克·路克飾演Arian Finch
- 彼得·柏格飾演Falco中校
- 凱文·鄧恩飾演Howard

## 評價
影評匯總網站爛蕃茄收集185篇專業影評文章，其中50篇是好評，算出「新鮮度」為27%，平均得分4.80分（滿分10分），而Metacritic則根據36篇評論文章給出平均分47（滿分100），綜合結果為「褒貶不一或普通評價」。據CinemaScore進行的調查，觀眾的平均評價於A+至F間落於「C」。

## 外部連結
- 官方网站
- Lions for Lambs at TomCruise.com
- 互联网电影数据库（IMDb）上《Lions for Lambs》的资料（英文）
- AllMovie上《Lions for Lambs》的资料（英文）